# Entalophora idmoneoides
Entalophora idmoneoides är en mossdjursart som beskrevs av Calvet 1903. Entalophora idmoneoides ingår i släktet Entalophora och familjen Entalophoridae. Inga underarter finns listade i Catalogue of Life.